# Folsomides zairensis
Folsomides zairensis is een springstaartensoort uit de familie van de Isotomidae. De wetenschappelijke naam van de soort is voor het eerst geldig gepubliceerd in 1978 door Martynova.